# (9359) Fleringe
(9359) Fleringe est un astéroïde de la ceinture principale.

## Description
(9359) Fleringe est un astéroïde de la ceinture principale. Il fut découvert le 6 mars 1992 à La Silla par le programme UESAC. Il présente une orbite caractérisée par un demi-grand axe de 2,62 UA, une excentricité de 0,08 et une inclinaison de 8,5° par rapport à l'écliptique.

## Compléments